# Sebastiano Tusa
Sebastiano Tusa, né le 2 août 1952 à Palerme, en Sicile, et mort le 10 mars 2019 à Debre Zeit, en Éthiopie, est un archéologue et préhistorien italien.

## Biographie
Fils de l'archéologue Vincenzo Tusa, à l'origine du parc archéologique de Sélinonte, en Sicile, Sebastiano Tusa embrasse également la carrière d'archéologue.
Il a dirigé la Surintendance pour les biens culturels et environnementaux de Trapani, puis la Surintendance de la Mer.
Du 11 avril 2018 jusqu'à sa mort, il a occupé le poste de conseiller pour le patrimoine culturel de Sicile, sous la présidence de Nello Musumeci, et la chaire de préhistoire de l'université Sœur-Ursule-Benincasa, à Naples.
Sebastiano Tusa a trouvé la mort le 10 mars 2019 dans l'accident du vol 302 d'Ethiopian Airlines au décollage d'Addis-Abeba, alors qu'il se rendait à Nairobi pour participer à un projet de l'UNESCO.

## Publications
- (it) La preistoria nel territorio di Trapani, Marsilio, 1990.
- (it) Mozia, Publisicula, 1990.
- (it) Sicilia preistorica, Dario Flaccovio Editore, 1994.  (ISBN 88-7758-227-8).
- (it) La Sicilia nella preistoria, Sellerio, 1999,  (ISBN 88-389-1440-0)[3]
- (it) Archeologia e storia nei mari di Sicilia, Magnus, 2010.  (ISBN 978-88-7057-252-0).
- (it) Selinunte, L'Erma di Bretschneider, 2011.  (ISBN 978-88-8265-592-1).
- (it) Sicilia archeologica, Edizioni di Storia e Studi Sociali, 2015.  (ISBN 978-88-9916-805-6).
- (it) Primo Mediterraneo. Meditazioni sul mare più antico della storia, Edizioni di Storia e Studi Sociali, 2016.
- (it) I popoli del Grande Verde. Il Mediterraneo al tempo dei faraoni, Edizioni di Storia e Studi Sociali, 2018.